# Matt Anger
Matt Anger (n, 20 de junio de 1963 en Walnut Creek (California), Estados Unidos) es un jugador de tenis con nacionalidad estadounidense. En su carrera ha conquistado tres torneos a nivel ATP, su mejor posición fue Nº23 en febrero de 1986.

## Títulos (3; 1+2)

### Individuales (1)
| Leyenda                |
| Grand Slam (0)         |
| Tennis Masters Cup (0) |
| ATP Masters Series (0) |
| ATP Tour (1)           |

| N.º | Fecha | Torneo        | Superficie | Oponentes en la final | Resultado          |
| --- | ----- | ------------- | ---------- | --------------------- | ------------------ |
| 1.  | 1985  | Johannesburgo | Dura       | Brad Gilbert          | 6-4, 3-6, 6-3, 6-2 |

### Dobles (2)
| Leyenda                |
| Grand Slam (0)         |
| Tennis Masters Cup (0) |
| ATP Masters Series (0) |
| ATP Tour (2)           |

| N.º | Fecha | Torneo   | Superficie | Pareja         | Oponentes en la final      | Resultado |
| --- | ----- | -------- | ---------- | -------------- | -------------------------- | --------- |
| 1.  | 1986  | Tokio    | Dura       | Ken Flach      | Jimmy Arias Greg Holmes    | 6–2, 6–3  |
| 2.  | 1987  | Brisbane | Dura       | Kelly Evernden | Broderick Dyke Wally Masur | 7–6, 6–2  |